# Église Saint-Martin de Bouville
L'église Saint-Martin de Bouville est une église paroissiale catholique, dédiée à saint Martin, située dans la commune française de Bouville et le département de l'Essonne.

## Historique
Le clocher est daté du XIIIe siècle, la nef du XIVe siècle-XVe siècle et le chœur est pour sa part du XVIIIe siècle. 
Depuis un arrêté du 2 août 1946, l'église est inscrite au titre des monuments historiques.

## Description
Bâtie en pierre, l'église de plan rectangulaire, arbore un clocher excentré à base carrée.

## Pour approfondir